# MT-LB
MT-LB je sovjetski višenamijenski oklopni transporter, čiji je razvoj počeo tijekom 1960-ih. U zapadnim zemljama poznat je još pod imenom M 1973. Napravljen je u više od 80 različitih inačica, kao zapovjedno, transportno, vučno i inženjerijsko vozilo.